# Vincent Mallet
Pour les articles homonymes, voir Mallet.
Pas d'image ? Cliquez ici

a Compétitions nationales et continentales officielles uniquement.

b Matchs officiels uniquement.
Dernière mise à jour le 6 avril 2020.
Vincent Mallet, né le 8 février 1993, est un joueur français de rugby à XV. Il évolue au poste de demi d'ouverture au RC Suresnes.

## Biographie
Vincent Mallet est issu du centre de formation du Stade français. En 2015, il prolonge son contrat espoir d'un an avec le club.
Il est sélectionné en équipe de France de rugby à XV des moins de 20 ans,.
En 2015, il signe au SC Albi comme joker médical,,.
En 2016, il intègre le RC Massy,.
En 2018, il rejoint le RC Suresnes.
Vincent Mallet peut jouer à l'ouverture, à l'arrière ou au centre,.